# Løgtingswahl 1958
- Republikaner: 7
- Sozialdemokraten: 8
- Selbstverwaltung: 2
- Unionisten: 7
- Christdemokraten: 1
- Volkspartei: 5

Die Løgtingswahl 1958 auf den Färöern fand am 8. November 1958 statt.
Es war die 3. Wahl seit Erlangung der inneren Selbstverwaltung (heimastýri) im Jahr 1948.
Größter Gewinner war der Javnaðarflokkurin. Er legte 6 % zu und erhielt drei weitere Sitze. Der Tjóðveldisflokkurin gewann zwar nur minimal hinzu, konnte aber dennoch einen zusätzlichen Sitz verbuchen. Der Framburðsflokkurin zog erstmals ins Parlament ein und erhielt einen Sitz.
Größter Verlierer war mit über 3 % der Fólkaflokkurin. Er musste einen Sitz abgeben. Auch der Sambandsflokkurin verlor über 2 %, konnte seine bisherigen Sitze aber halten.
Die Regierungskoalition aus Sambandsflokkurin, Fólkaflokkurin und Sjálvstýrisflokkurin mit dem Ministerpräsidenten Kristian Djurhuus an der Spitze hatte mit dieser Wahl ihre Mehrheit im Parlament verloren. Durch den enormen Zuwachs von drei Sitzen war der Javnaðarflokkurin stärkste Partei im Løgting geworden.
Peter Mohr Dam bildete daraufhin eine sozialdemokratisch geführte Koalition aus Javnaðarflokkurin, Sambandsflokkurin und Sjálvstýrisflokkurin. Die bisherige Landesregierung Kristian Djurhuus II wurde durch die erste Landesregierung von Peter Mohr Dam abgelöst. Es war zugleich die erste Regierung auf den Färöern mit einem sozialdemokratischen Ministerpräsidenten an der Spitze.

## Ergebnisse der Løgtingswahl vom 8. November 1958
Mit dieser Wahl wurde die Gesamtzahl der Abgeordnetensitze im Løgting von 27 auf 30 erhöht. An der Wahl hatten sich sechs Parteien beteiligt, die alle ins Parlament einzogen.
| Partei                   | Stimmen | Prozent | Sitze |  |
| ------------------------ | ------- | ------- | ----- |  |
| C – Javnaðarflokkurin    | 3.589   | 25,8    | 8     |  |
| E – Tjóðveldisflokkurin  | 3.323   | 23,9    | 7     |  |
| B – Sambandsflokkurin    | 3.288   | 23,7    | 7     |  |
| A – Fólkaflokkurin       | 2.467   | 17,8    | 5     |  |
| D – Sjálvstýrisflokkurin | 816     | 5,9     | 2     |  |
| F – Framburðsflokkurin   | 404     | 2,9     | 1     |  |
| Gesamt                   | 13.887  | 100     | 30    |  |